# Rødven stavkyrka
Rødven stavkyrka ligger i byn Rødven i Rauma kommun i Møre og Romsdal fylke i Norge.

## Kyrkobyggnaden
Kyrkan är av Møretyp, med mellanstavar i långväggarna. Byggnaden bärs upp med yttre balkar. Endast två stavkyrkor av denna typ är bevarade, Rødven stavkyrka och Kvernes stavkyrka.
Nuvarande stavkyrka uppfördes någon gång omkring år 1300. Vid en arkeologisk undersökning fann man spår efter en tidigare kyrka på platsen.
Nuvarande kor uppfördes omkring år 1600 och ersatte ett äldre kor. En sakristia norr om koret uppfördes år 1651. År 1689 skadades kyrkan kraftigt av en storm. En grundlig reparation genomfördes år 1712 viket gav kyrkan sitt nuvarande utseende. År 1790 belades taket med tegelpannor.
År 1907 uppfördes Rødven kyrka strax norr om stavkyrkan. Året därpå övertogs stavkyrkan av Fortidsminneforeningen.

## Inventarier
- Predikstolen och altartavlan i förenklad barock är skurna år 1712 av Hans Knudsen i Molde.
- Mellan långhus och kor hänger ett triumfkrucifix från 1200-talets senare hälft.